# Urban VI.
Urban VI., rođen kao Bartolomeo Prignano, papa od 8. travnja 1378. do 15. listopada 1389. godine.